# Rongdurin
Rongdurin is een bestuurslaag in het regentschap Bangkalan van de provincie Oost-Java, Indonesië. Rongdurin telt 1620 inwoners (volkstelling 2010).